# 有馬侭
有馬 侭（ありま じん）は、日本の漫画家。主に成年向け漫画を執筆している。
『COMIC RIN』及び『COMIC SIGMA』（茜新社）にて不定期掲載していた。

## 作品リスト

### 単行本
1. 『むちプリ』 （2009年3月27日発売[1]、茜新社〈TENMACOMICS RIN〉、ISBN 978-4-86349-057-4）
  - どしゃぶりデイドリーム（COMIC RIN 2008年6月号）
  - スタディすてでぃ♡（COMIC RIN 2008年8月号）
  - スキップ ステップ えすけーぷ（COMIC RIN 2008年9月号）
  - ビーストらいくスイートらいふ（COMIC RIN 2008年11月号）
  - エンカウントれあきゃっと（COMIC RIN 2008年12月号）
  - 彼と彼女の方程式（COMIC RIN 2007年6月号）
  - 友母（アンソロジー『ともはは』2007年10月）
  - H!の後にはI,NG!? 前編（COMIC RIN 2007年12月号）
  - H!の後にはI,NG!? 後編（COMIC RIN 2008年1月号）
  - アップ!UP!Sister（アンソロジー『血縁TABOO』2007年1月）
2. 『天然恋色アルコール』 （2013年6月22日発売[2]、茜新社〈TENMA COMICS〉、ISBN 978-4-86349-369-8）
  - ヒミツノハナゾノ（COMIC RIN 2010年1月号）
  - ヒミツ？ノハナゾノ（COMIC RIN 2010年4月号）
  - ひみつのはなぞの（COMIC SIGMA 2013年 Vol.73）
  - ぷれぜんと for バッカスキス（COMIC RIN 2009年2月号）
  - Hot! もっと! リミテッド!!!（COMIC RIN 2009年11月号）
  - You Are Sick!!（COMIC RIN 2011年2月号）
  - てんぷてーしょん!（COMIC RIN 2009年3月号）
  - Honey Snow（COMIC SIGMA 2012年 Vol.67）
  - 妄想すりぃぷとーきんぐ（COMIC RIN 2011年11月号）

### 単行本未収録作品
- 月刊コミック電撃大王（アスキー・メディアワークス）
  - ティンクル☆くるせいだーす（2008年4 - 6、8月号、全4話）
- COMIC SIGMA
  - COVER ♥ GIRL（2013年 Vol.76）[3]
  - デリバリースクール（2017年1月号、再録）[4]
  - めしあガール（2016年11月号）[5]
- COMIC天魔
  - デリバリースクール（2015年4月号、初出）[6]

### アダルトアニメ
- 『天然恋色アルコール』 メディアバンク〈WHITE BEAR〉
  - 『前編 ～アキラとナオト～』 2014年5月30日発売[7]、JAN 4562109582680
  - 『後編 ～ヒミツノハナゾノ& Honey Snow〜』 2014年9月12日発売[8]、JAN 4562109582703
  - 『完全版』 2016年12月2日発売[9]、JAN 4562109582901

### その他
- 『あんハピ♪』（第9話 エンドカード、2016年）